# Dextrocarpa misanthropos
Dextrocarpa misanthropos is een zakpijpensoort uit de familie van de Styelidae. De wetenschappelijke naam van de soort werd in 1978 voor het eerst geldig gepubliceerd door Claude Monniot.